# Dorfkirche Bernitt

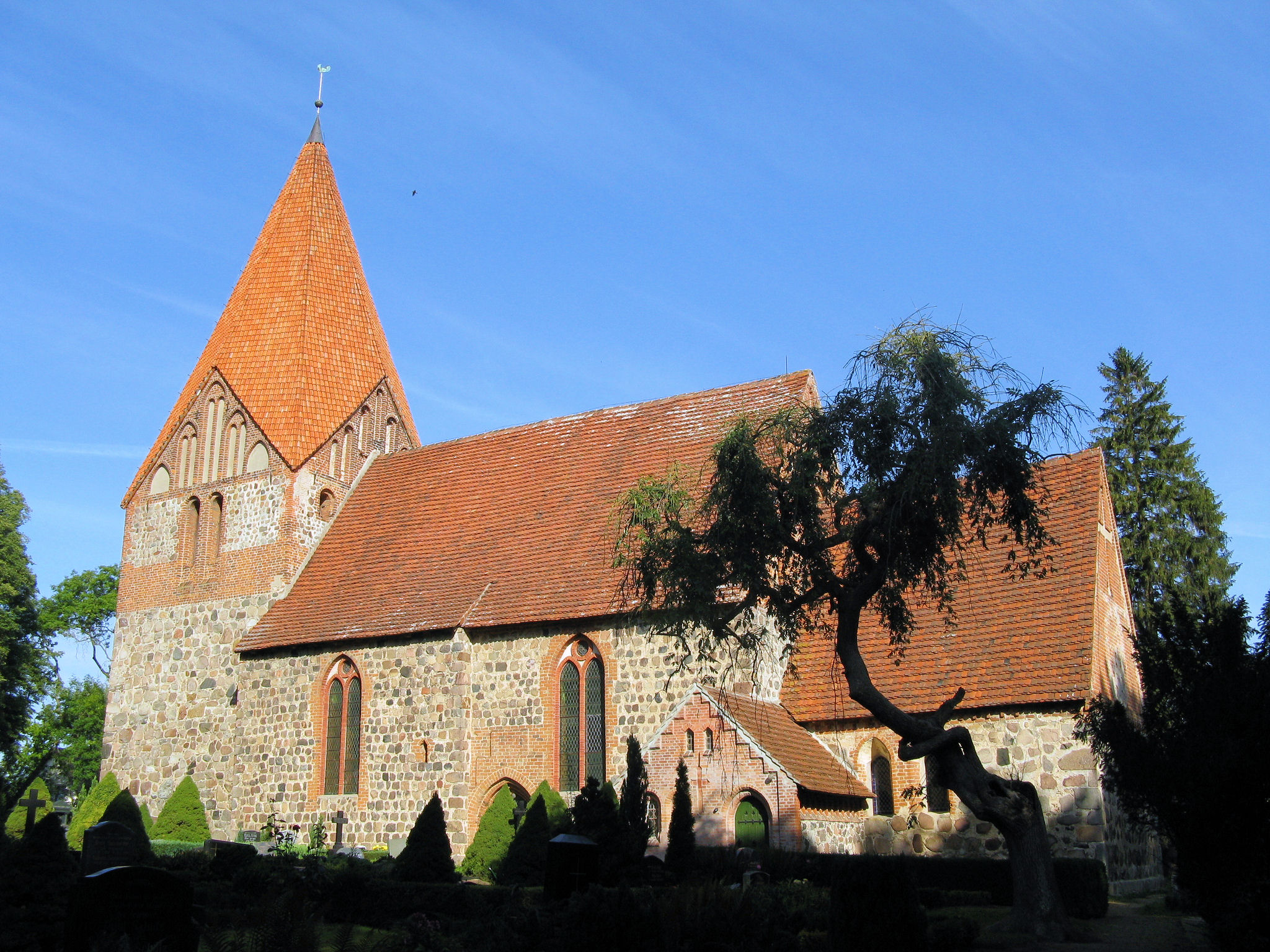
Dorfkirche Bernitt

Die evangelisch-lutherische Dorfkirche Bernitt ist eine Feldsteinkirche in der Gemeinde Bernitt im Landkreis Rostock unweit der Stadt Bützow in Mecklenburg-Vorpommern. Die Kirchengemeinde gehört zur Propstei Rostock im Kirchenkreis Mecklenburg der Evangelisch-Lutherischen Kirche in Norddeutschland (Nordkirche).

## Lage
Das Bützower Land, in dem auch Bernitt liegt, ist wie die gesamte Landschaft Mecklenburgs das Ergebnis der Eiszeit (die letzte Eiszeit begann vor etwa 29.000 Jahren und dauerte 13.000 Jahre) und wurde durch das Gewicht und die langsame Bewegung der Eismassen geformt. Ebenen, Flüsse und Flusstäler, Seen und Sölle, Höhenzüge und Hügel prägen daher die Bernitter Umgebung.

## Architektur und Geschichte

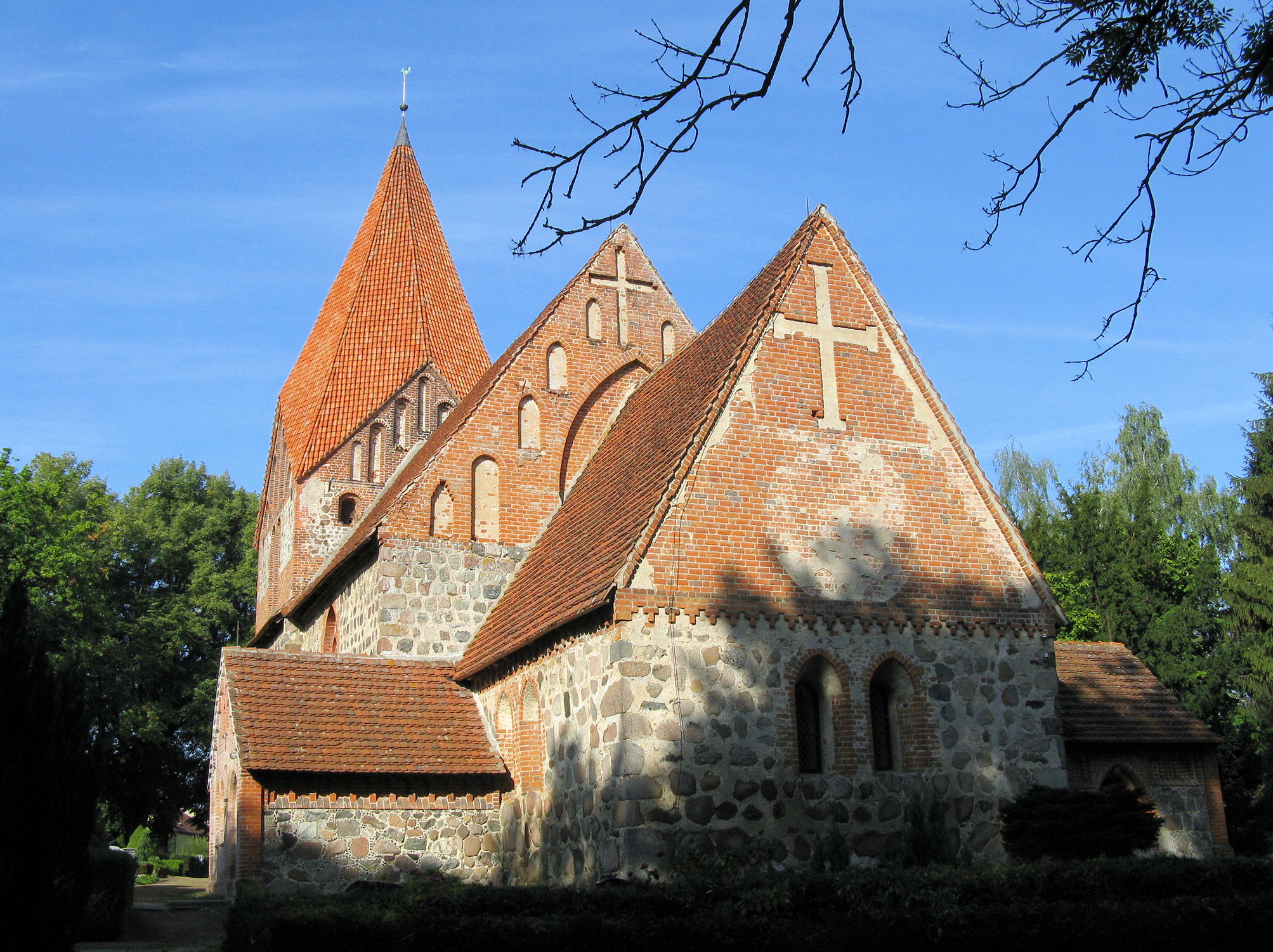
Südostansicht

In der Bewidmungsurkunde des Klosters Rühn von 1233 wird erstmals die Bernitter Kirche und der Bernitter Pfarrer Herbord namentlich aufgeführt.
Die Bernitter Kirche ist ein Feldsteinbau mit Fenstern, Portalen und Gewölbe aus Backstein. Sie wurde in drei Bauphasen errichtet. Begonnen wurde mit dem Chor, es folgt das Schiff und schließlich der Turm gebaut. Der Chor ist älter als das Schiff und auf die Mitte des 13. Jahrhunderts anzusetzen, während das Schiff etwa 40 Jahre später angebaut wurde. Der Turm der Kirche stammt aus dem 15. Jahrhundert. Die genauen dendrologischen Daten sind:
- Chor: 1263d
- Schiff: 1302d
- Turm: 1434d

Zum Bau der Kirche wurden Feldsteine verwendet, die sowohl sorgfältig behauen und in Lagen vermauert, als auch zum Teil nur gespalten oder auch unbearbeitet verwendet wurden. Der Aufbau der Wände besteht innen und außen aus gemauerten Feldsteinen, deren Zwischenraum mit Bruchstücken, Bauschutt und Mörtel verfüllt und verkleistert wurde. Die Mauerstärke schwankt nach Messungen zwischen 133 und 217 cm. Ziegelsteine fanden lediglich bei den Fensterleibungen und bei Teilen des Turms Verwendung. Der Ostgiebel ist mit einem spätromanischen Rundbogenfries, der bereits aus dem 13. Jahrhundert stammt, verputzt. Bei dessen Restaurierung wurden unter dem Rundbogen alte Ritzungen entdeckt, die auf eine Rosette hindeuten, die wohl ursprünglich den Giebel mit einem Rosettenfenster schmücken sollte.
Die Gewölbescheibe aus dem 15. Jahrhundert im Schiff, die ein Relief-Brustbild des Petrus zeigt, wurde erst im 20. Jahrhundert vom Chorgewölbe in das westliche Schiffgewölbe umgehängt. Ob allerdings das Chorgewölbe ihr ursprünglicher Platz war, ist unklar.
Das neugotische Gestühl und die Empore im Schiff sind neueren Datums und stammen aus dem 19. Jahrhundert. Wohingegen die Kanzel aus dem 17. Jahrhundert ist. Das Kruzifix über dem Durchgang vom Schiff zum Chor stammt aus dem 14. (Schlie) oder 15. (Dehio) Jahrhundert.
Die Bernitter Kirche gehört zu den wenigen Kirchen Mecklenburgs des 13. Jahrhunderts, an der die Reformation scheinbar spurlos vorbeigegangen ist. Der Innenraum der Kirche, insbesondere der Chorraum, ist gut erhalten. Aus dem Mittelalter finden sich im Kirchenschiff Gewölbemalereien und im Chor ein großer Taufstein sowie vorreformatorische Wandnischen.
Quelle:

## Beschreibung und Ausstattung
Die Bernitter Kirche wurde mehrfach beschrieben. Die erste längere Darstellung findet sich in den Jahrbüchern des Vereins für Mecklenburgische Geschichte und Altertumskunde. Aus Anlass der Entdeckung der Gewölbemalereien erfolgte in den Mecklenburger Jahrbüchern eine weitere Beschreibung. Ebenfalls dargestellt wird die Bernitter Kirche in dem Standardwerk „Die Kunst- und Geschichts-Denkmäler des Grossherzogthums Mecklenburg-Schwerin“ von Schlie. Weitere Einzel- und Kurzbeschreibungen finden sich in verschiedenen Publikationen, u. a. im Kunstführer Dehio. Eine aktuelle Beschreibung ist 2011 erschienen. Eine kunsthistorische Einordnung des Flügelaltars in Chor erfolgte im Rahmen der Dissertation von Julia Trinkert, die 2015 im Rahmen der Reihe „Studien zur internationalen Architektur- und Kunstgeschichte“ veröffentlicht wurde.

### Chor und Altar

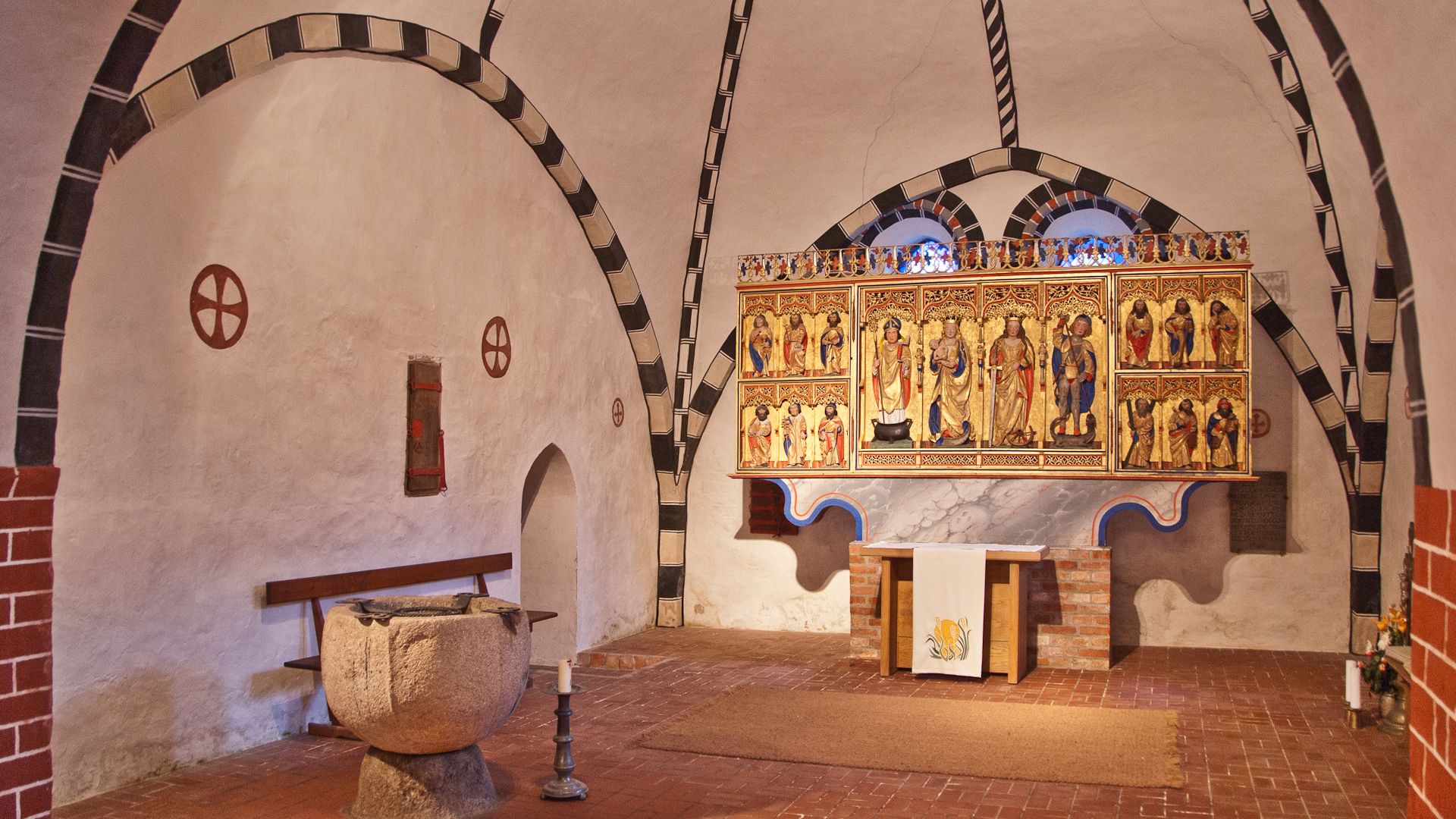
Chor

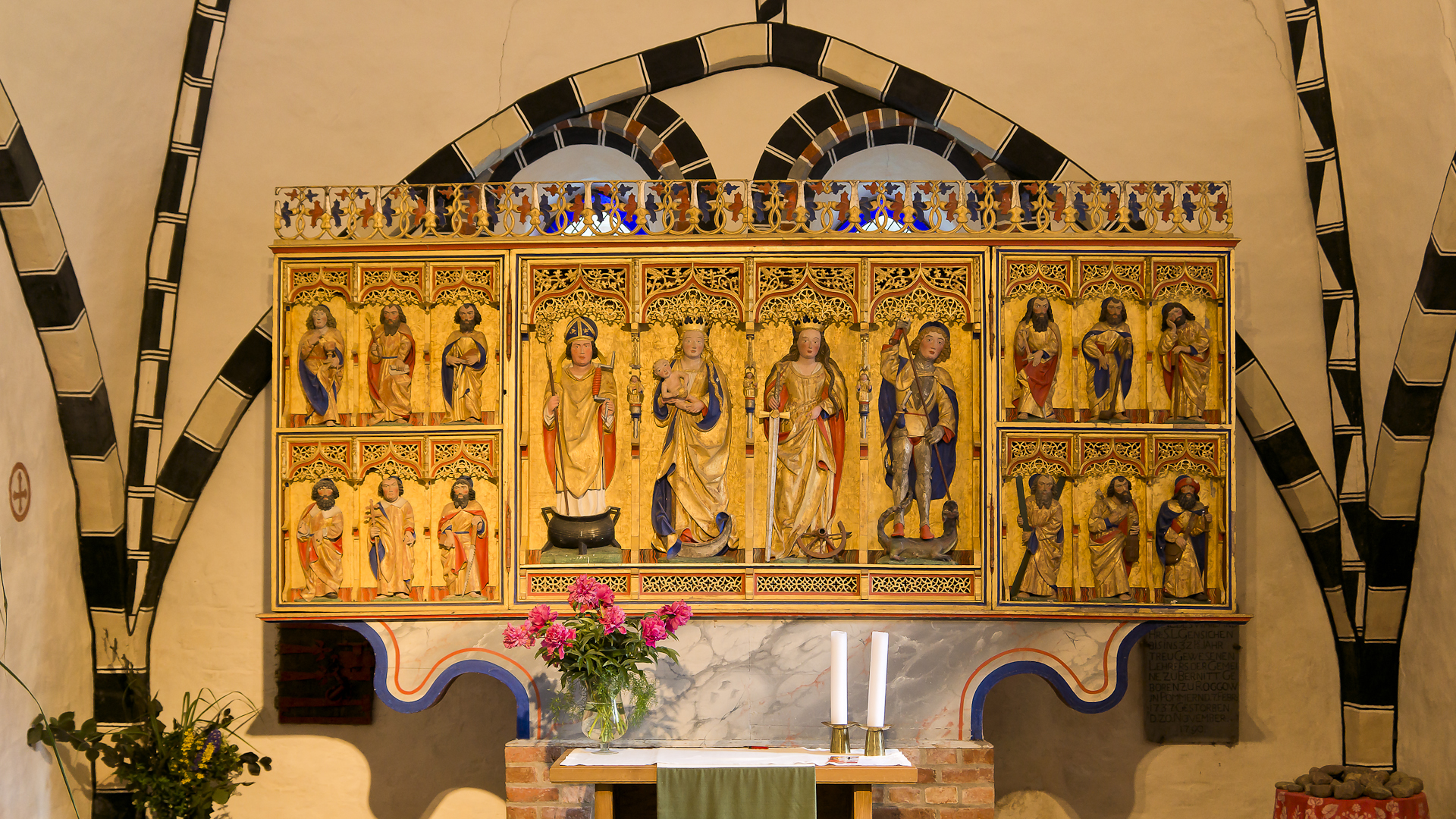
Flügelaltar

Im Chor finden sich spätromanische Chorfenster und mittelalterliche Gewölbemalereien. Vorreformatorische Wandnischen (Sakramentschrank, Geldschrank, 3 Kredenznischen) und ein romanisches Taufbecken vervollständigen das Ensemble. Den Mittelpunkt des Chorraumes bildet ein gotischer Flügelaltar von etwa 1515–1520. Der geschnitzte Flügelaltar wurde vermutlich in Parchim in Mecklenburg angefertigt. Auf den Flügeln des Altars (Höhe: 154,5 cm, Breite 101,5 cm, Tiefe: 10,5 cm)  sind die Zwölf Apostel dargestellt, im Zentrum des Altars sieht man im Schrein (Höhe: 154,5 cm, Breite 203 cm, Tiefe: 14 cm) vier Heilige (zugeordnete Attribute in Klammern):
- Linker Flügel: Johannes (Kelch), Thomas (fragmentarische Lanze, Schriftrolle), Petrus (Schlüssel, Buch), Bartholomäus (verlorenes Messer), Philippus (T-Kreuz mit Querbalken), Simon (Säge)
- Rechter Flügel: Paulus (Schwert), Judas Thaddäus (Knüppel), Jacobus Minor (fragmentarische Walkerstange, „Wollbogen“), Andreas (Schrägbalkenkreuz), Matthäus (Buchbeutel, fragmentarisches Beil), Jacobus Major (Pilgertracht, Muschel am Pilgerhut, Wanderstab und -tasche)
- Mittelschrein: der Heilige Erasmus (Winde), die Mutter Maria (Mondsichelmadonna), die Heilige Katharina von Alexandrien (Schwert und Rad) und der Heilige Georg (Lanze, Drachen)

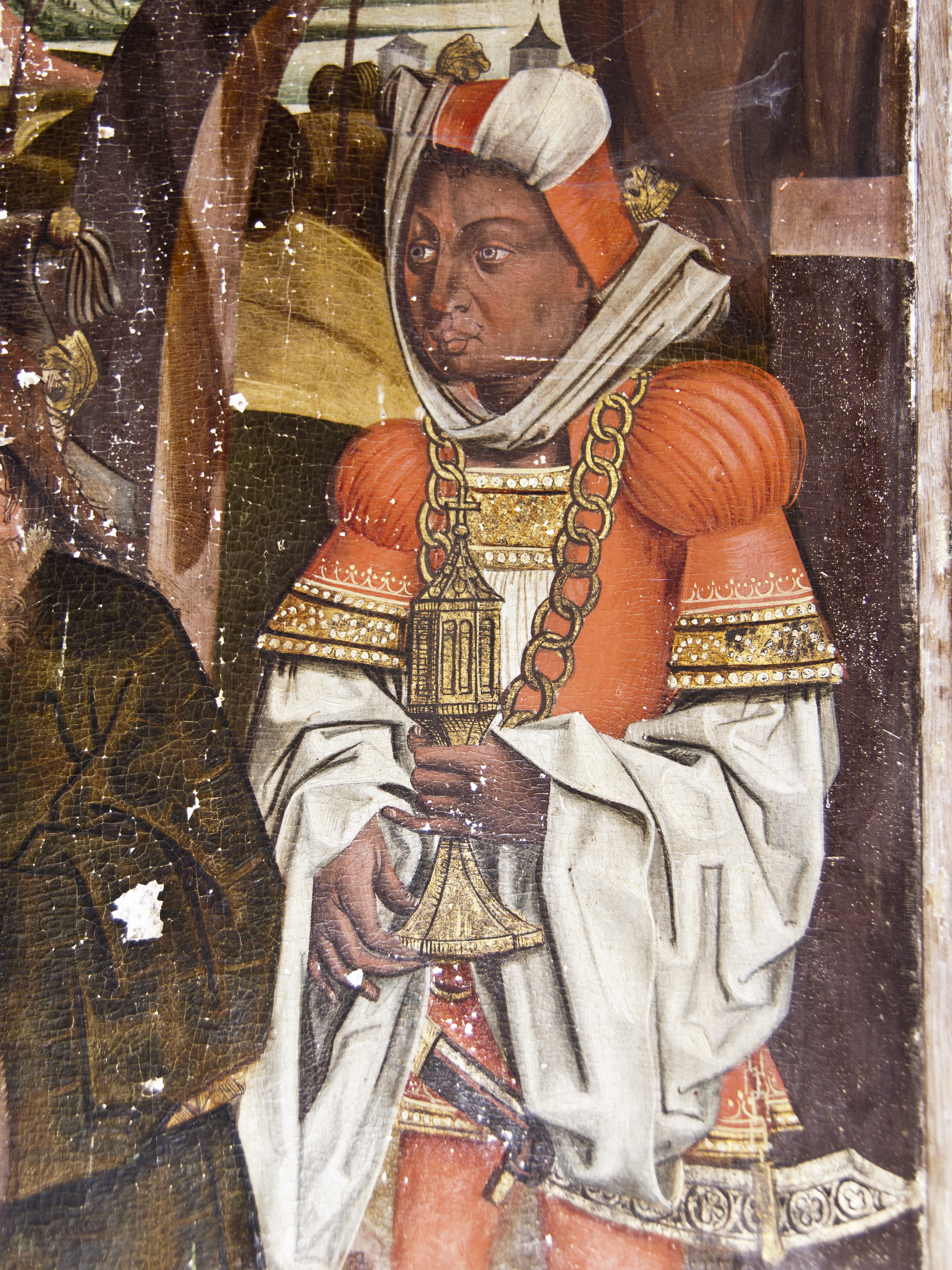
Flügelaltar, Tafelmalerei – Anbetung der Heiligen drei Könige (Detail)

Die ursprüngliche Predella des Flügelaltars ist nicht mehr vorhanden. Auf der Rückseite des Bernitter Altars finden sich biblische Darstellungen aus dem Marienleben und der Kindheit Jesu, die jedoch stark beschädigt sind. Es sind die Szenen Verkündigung an Maria, die Geburt Jesu, die Anbetung der Heiligen drei Könige und die Beschneidung dargestellt. Die Qualität der verblassten Malereien, die wohl lokalen Ursprungs sind, ist herausragend. Es werden süddeutsche und niederländische Vorbilder vermutet. Hervorzuheben ist die besondere Sorgfalt der Ausführung der Figuren im Hinblick auf die Gesichter und die Gewänder. Eine kunsthistorische Einordnung dieser Tafelmalereien steht noch aus.
Der Erhalt der mittelalterlichen, vorreformatorischen Wandnischen ist bemerkenswert, da diese häufig nach der Reformation beseitigt wurden. Der alte Sakramentenschrank befindet sich in der Nordwand des Chores. Auf der Innenseite der Tür ist der Schmerzensmann aus dem 15. Jahrhundert dargestellt. Der Geldschrank ist in die Ostseite des Chores eingelassen und mit massiven Verriegelungsmöglichkeiten ausgestattet. Die 3 Kredenznischen befinden sich in der Südwand des Chores. Sie dienten zur zeitweisen Aufbewahrung der Abendmahlsgeräte während des Gottesdienstes.
Das romanische Taufbecken stand ursprünglich nicht im Chorraum, sondern im Turm. Es ist aber wesentlich älter als der Turm und stammt aus dem. 13. Jahrhundert. Es wurde Ende des 20. Jahrhunderts in den Chorraum umgesetzt.

### Malereien

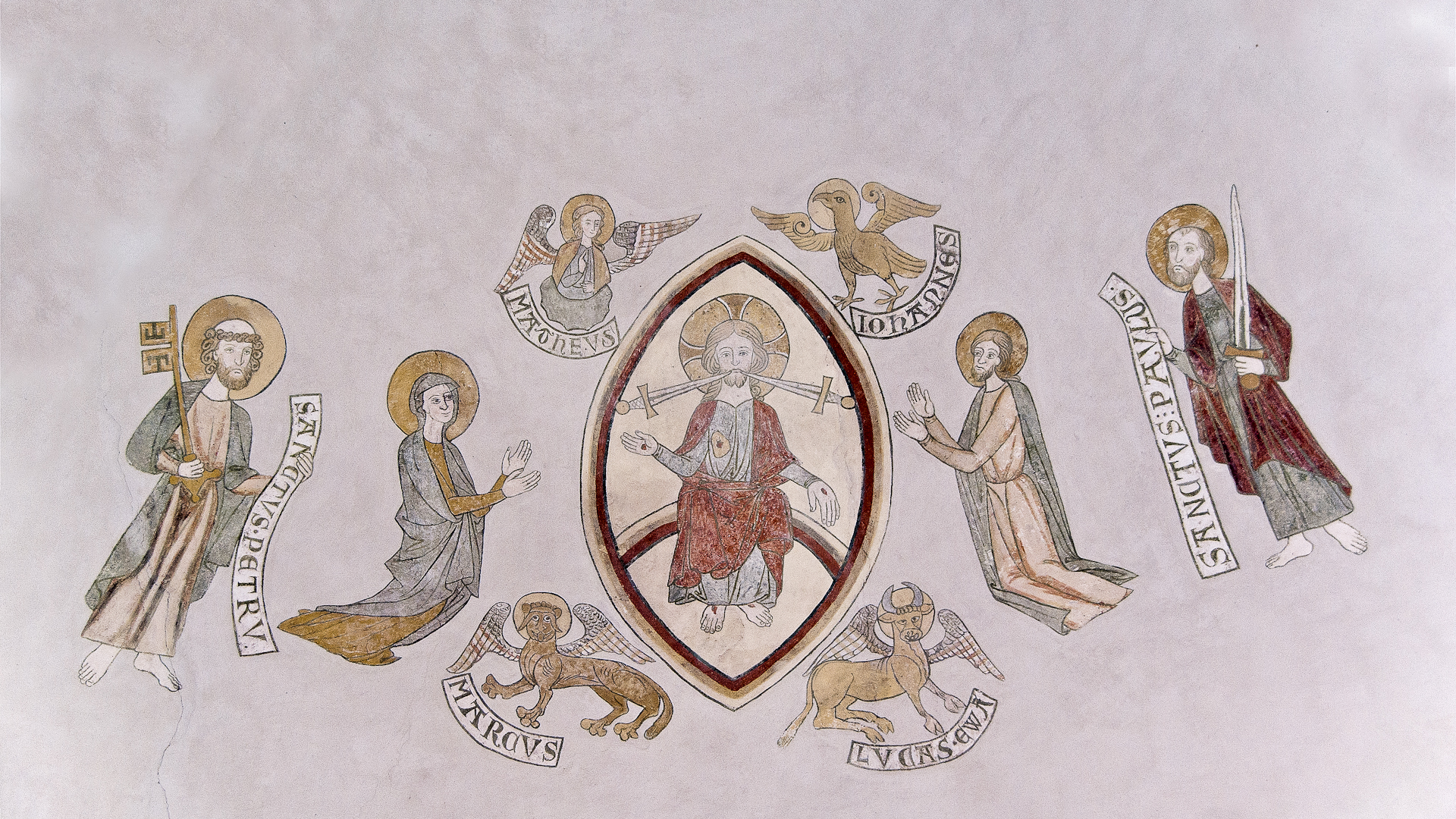
Schiff – Gewölbemalerei (Detail)

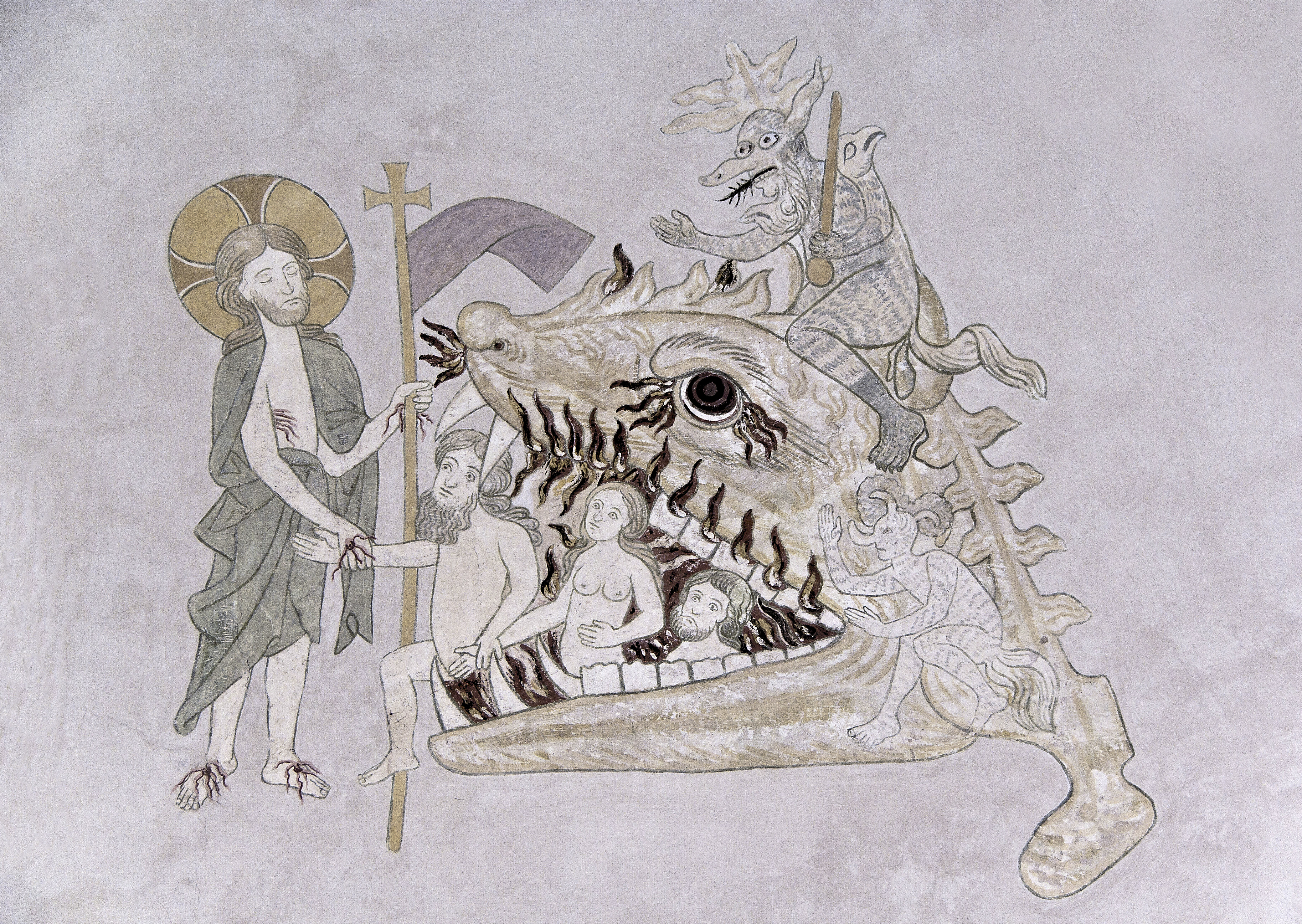
Schiff – Gewölbemalerei, Höllenfahrt (Detail)

Im Kirchenschiff finden sich mittelalterliche Malereien. Die Entstehung der Malereien wird in den Zeitraum um 1280–1350 datiert. Bis ins 18. Jahrhundert blieben die Malereien erhalten, wurden aber dann 1794 übertüncht. Sie wurden erst im Jahre 1859 wiederentdeckt und werkgetreu wiederhergestellt. Die Malereien im Schiff der Kirche gehören zu den ältesten szenischen Darstellungen in Norddeutschland. Auf den Hauptflächen der Gewölbekappen werden Szenen der Passion Christi sowie das Jüngste Gericht abgebildet. Dargestellt sind die Szenen: Geißelung, Kreuztragung, Kreuzigung, Höllenfahrt, Auferstehung, Noli me tangere, Jüngstes Gericht. In den Zwickeln befinden sich eher weltliche Darstellungen von Sünden und Versuchungen sowie Fabeltiere. Als Beispiel seien die Darstellung von Küfer und Teufel sowie von phantastischen Drachengestalten in der Südostecke genannt. Die Darstellung eines betrügerischen Weinschenks, den der Teufel in den Klauen hat, ist eine in der Volksvorstellung der damaligen Zeit lebendige Figur.

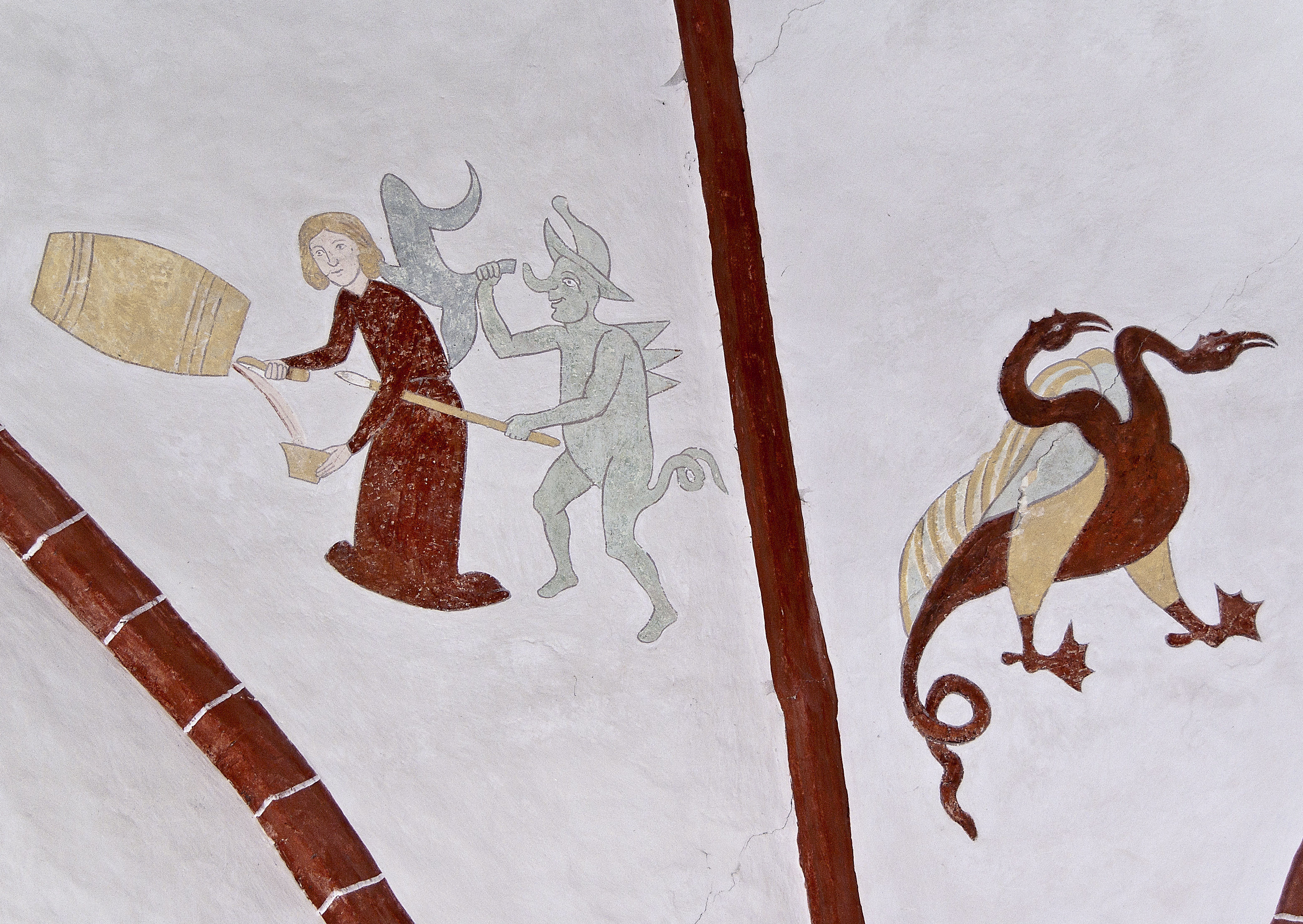
Schiff – Zwickelmalereien (Detail)

Zusätzlich zu den Gewölbe- und Zwickelmalereien wurden 1859 auch Wandmalereien gefunden. Im Gegensatz zu den Gewölbe- und Zwickelmalereien wurden diese aber nicht restauriert, sondern nach ihrer Entdeckung wieder überstrichen. Vermutlich, weil ihr Zustand zu schlecht war. Bei Lisch findet sich jedoch eine ausführliche Beschreibung dieser Wandmalereien.

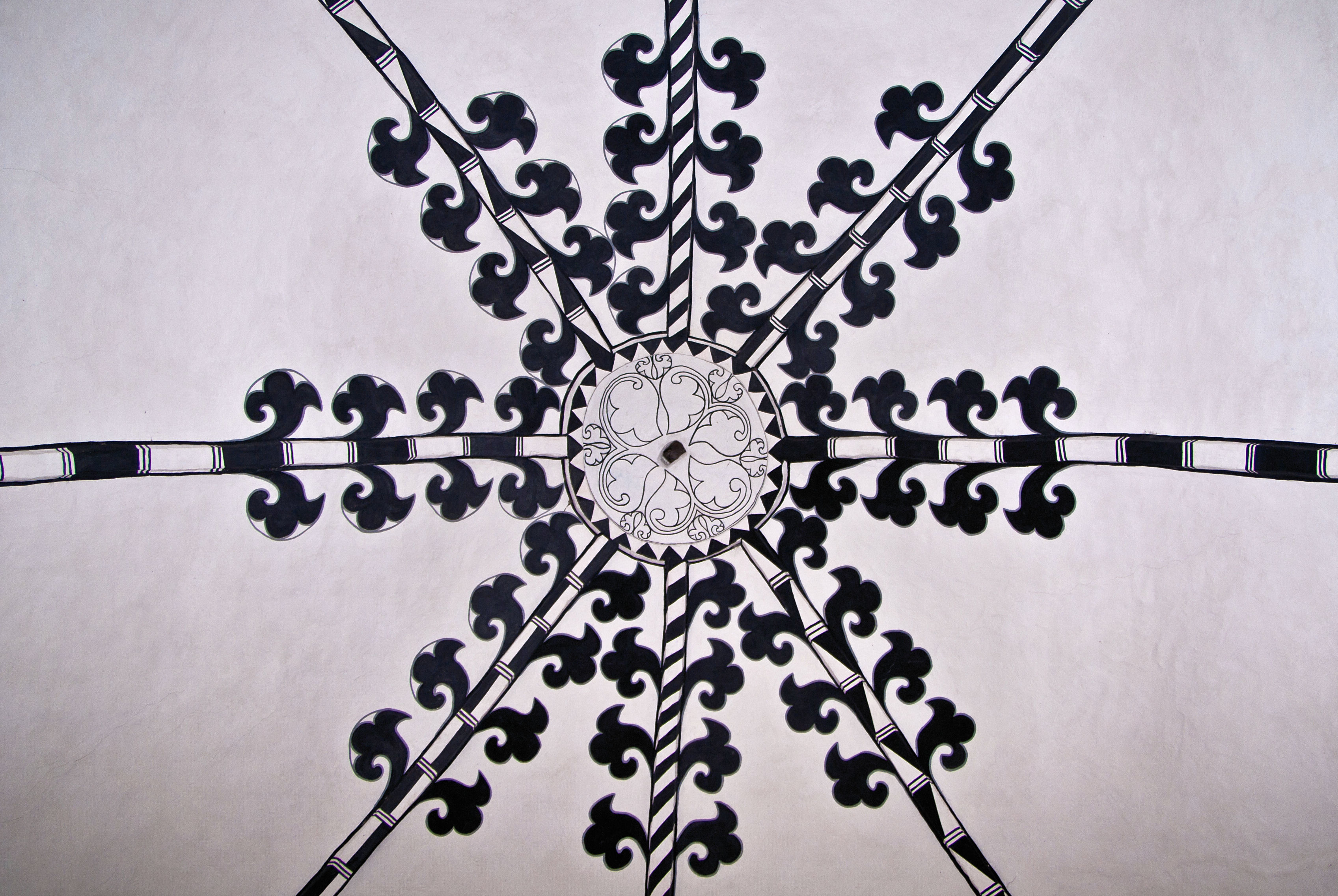
Chor – Gewölbemalerei (Detail)

Die heute im Chor sichtbaren Malereien blieben 1859 noch verborgen und wurden erst 1984 wiederentdeckt. Ungewöhnlich an diesen mittelalterlichen Gewölbemalereien ist die Tatsache, dass sie vollständig in Schwarz und Weiß gehalten sind.

### Orgel
Im Jahr 1896 wird ein Orgelharmonium von Burger (Bayreuth) gekauft und zu Pfingsten erstmals genutzt. Im Jahr des 700-jährigen Bestehens der Bernitter Kirche wird 1933 eine neue Orgel eingebaut, die aber ab 1969 nicht mehr benutzt werden kann. 1974 wird eine Orgel mit einem Manual, fünf Registern und einem Pedal mit einem eigenen Register der Orgelbaufirma Wolfgang Nußbücker (Plau) eingebaut.

### Glockenturm und Glocken

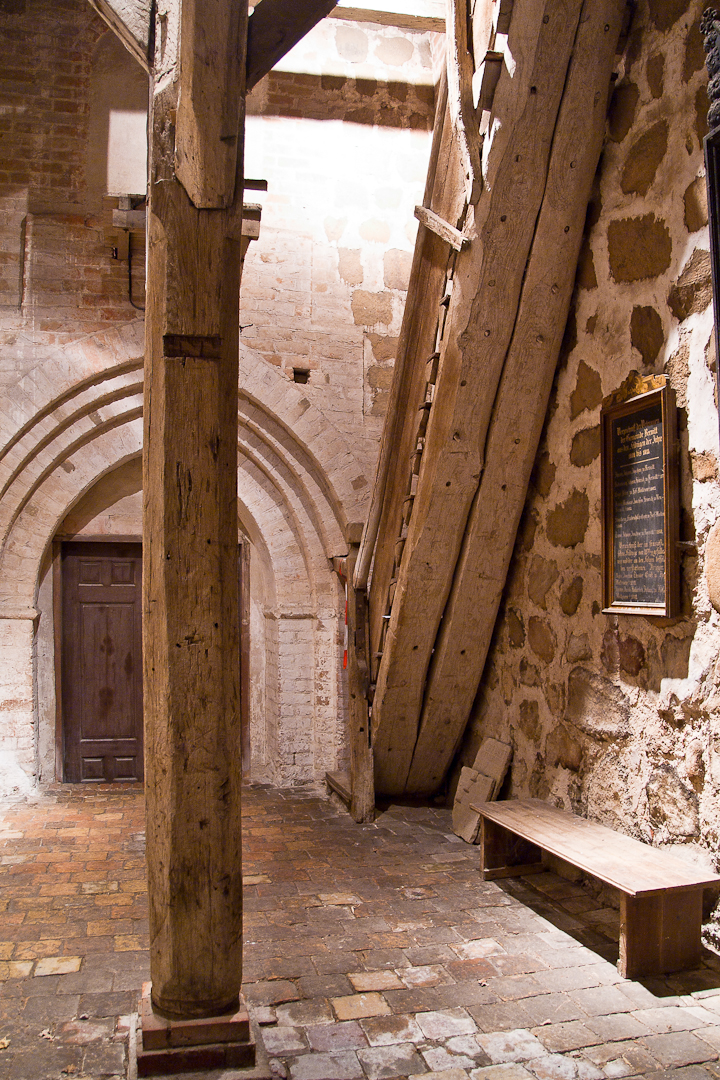
Doppelbalkentreppe

Der Turm hat einen achtseitigen Helm und vier Blendgiebel. Zur Glockenstube führt eine Doppelbalkentreppe, die eine Länge von fast 13 Meter hat. In der Glockenstube befinden sich drei Glocken. Die beiden großen Bernitter Kirchenglocken ohne Gießerzeichen sind noch aus dem 14. Jahrhundert erhalten. Auf einer davon befinden sich der bekannte Glockenspruch O rex glorie christe veni cum pace (auf Deutsch: O, König der Herrlichkeit, Christus, komme mit Frieden) und Ritzzeichen der Gottesmutter und der heiligen Katharina. Diese beiden großen Bronzeglocken, die zu den ältesten und wertvollsten Glocken Mecklenburgs gehören, sind „von herausragender Bedeutung“ (Claus Peter, Glockensachverständiger der Evangelischen Kirche von Westfalen).
Während des Zweiten Weltkrieges wurden im Rahmen der sogenannten Metallspende sukzessive über 90.000 Kirchenglocken aus Deutschland und den besetzten Gebieten nach Hamburg gebracht. Etwa 15.000 Glocken wurden nicht eingeschmolzen, was auch der großen bronzenen Bernitter Kirchenglocke erspart blieb. Eine dritte Glocke wurde 1949 zusätzlich von dem Bernitter Bauern Gustav Hogrefe gestiftet. Sie ist ein Andenken an seine beiden im Zweiten Weltkrieg gestorbenen Söhne.